# Radovesice
Radovesice (deutsch Radowesitz) ist eine Gemeinde in Tschechien. Sie liegt einen Kilometer östlich von Libochovice an der Eger und gehört zum Okres Litoměřice.

## Geographie
Das Dorf befindet sich links der Eger. Durch Radovesice führt die Staatsstraße 246 zwischen Louny und Roudnice nad Labem, von der im Ort die 247 nach Lovosice abzweigt. Nördlich des Ortes führt die Eisenbahn vorbei, nächste Bahnhalte sind Libochovice und Žabovřesky nad Ohří.
Nachbarorte sind Chotěšov im Norden, Žabovřesky nad Ohří im Osten, Kostelec nad Ohří im Südosten, Brníkov im Süden, Poplze und Radlovka im Südwesten, Libochovice im Westen sowie Slatina im Nordwesten.

## Geschichte
Erstmals erwähnt wurde Radoves im Jahre 1237 in einer Urkunde Wenzels I. Seit dem 13. Jahrhundert war das Dorf zur Hasenburg zugehörig. Die Bewohner lebten von der Landwirtschaft und insbesondere dem Hopfenanbau, der seit 1404 belegt ist. Besitzer waren von 1336 bis 1564 die Zajíc von Hasenburg. Ihnen folgten bis 1594 die Lobkowitz, die die Herrschaft Libochovice errichteten. 1606 erwarb Sigismund Báthory den Ort und 1610 folgten die Sternberger, die auch Besitzer der Herrschaft Budyně nad Ohří wurden. Während deren und ihrer Nachfolger, der Dietrichsteiner Herrschaft, war das Dorf abwechselnd zu Libochovice und Budyně zugehörig.
1631 brannte das ganze Dorf ab, ein weiterer Ortsbrand ereignete sich 1701. Im 18. Jahrhundert erfolgte der Bau einer Brücke über die Eger.
Nach der Ablösung der Patrimonialherrschaften wurde Radovesice 1848 zur selbstständigen Gemeinde.

## Sehenswürdigkeiten
- Statue des hl. Johannes von Nepomuk nordöstlich des Dorfes
- Glockentürmchen